# 雷司令

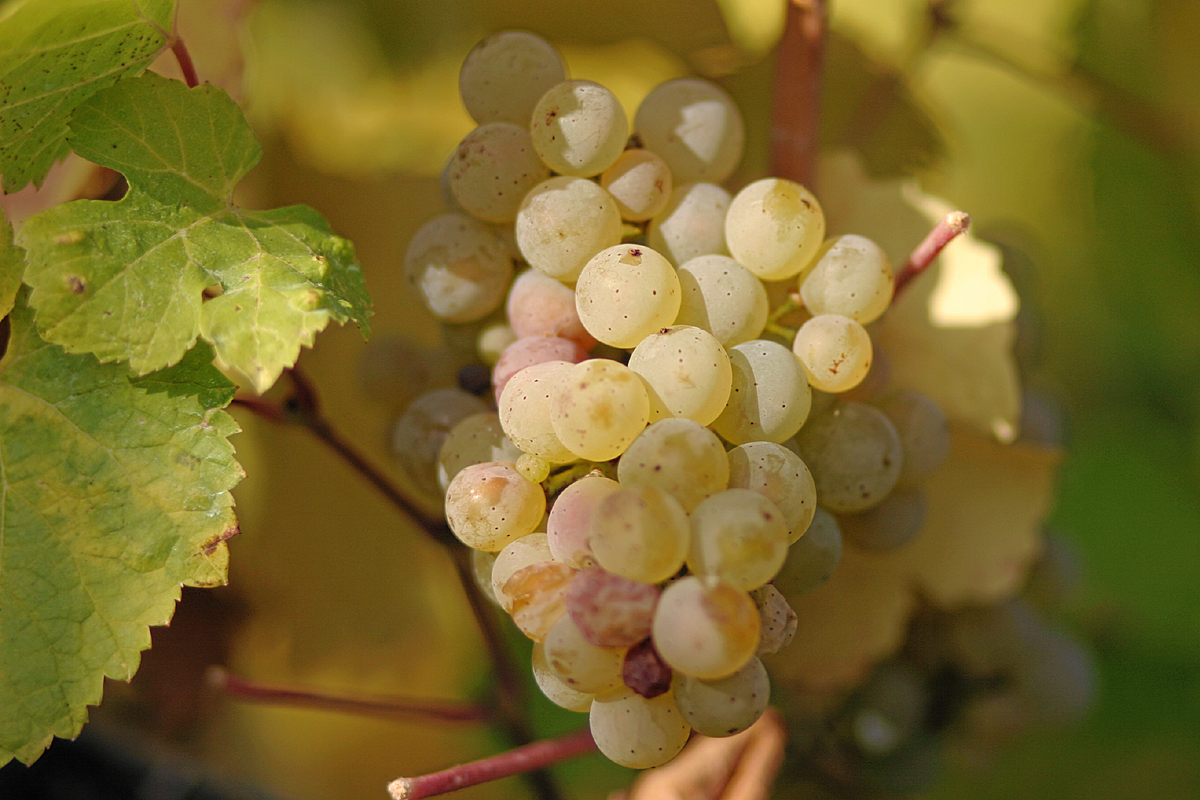
Riesling葡萄

麗絲玲（德語：Riesling，發音：[ˈʁiːslɪŋ] ⓘ）是起源於萊茵河地區的白葡萄品種，是具有香氣和高酸度，用於釀造乾型、半甜型、甜型和氣泡白葡萄酒。
雷司令的主要生產國為德國，但在法國、盧森堡、比利時也有。麗絲玲葡萄酒通常品種純正，很少經過橡木桶陳釀。就優質葡萄酒而言，麗絲玲被列入前三名的類型，與夏多內和白蘇維翁葡萄酒並列。麗絲玲受評價為具有高度“風土表現力”，這也意味其特性受到酒產地的影響很大。
在涼爽的氣候下，例如德國葡萄酒產區，麗絲玲葡萄酒往往呈現蘋果和樹果的味道，有明顯的酸度，可與釀造時的殘糖平衡。另也有晚熟的麗絲玲品種有柑橘和桃子的味道，多生長在較溫暖的氣候中，例如阿爾薩斯和奧地利。在澳大利亞，麗絲玲以典型的酸橙味著稱，以南澳大利的品種為主。麗絲玲天然的高酸度和凸出的果香味帶來非凡的陳年潛力，精心釀製的麗絲玲通常會散發出煙熏、蜂蜜的味道，陳年的德國麗絲玲甚至有“汽油味”的特徵。
截至2004年，麗絲玲被評估為世界第20大種植品種，面積為48,700公頃，且繼續上升趨勢。
麗絲玲葡萄歷史上起源於德國，德國的麗絲玲葡萄酒在全世界享有盛譽，所以德國很多最好的葡萄田都被麗絲玲葡萄所占據。在2015 年，麗絲玲是德國種植面積最大的品種，種植面積23,596公頃，達23.0%，法國阿爾薩斯地區種植面積為3,350公頃，達21.9%。
在德國，麗絲玲品種廣泛種植在摩澤爾、萊茵高、纳厄和普法尔茨地區葡萄酒產區。此外在奧地利、斯洛文尼亞、塞爾維亞、捷克、斯洛伐克、盧森堡、義大利、澳大利亞、紐西蘭、加拿大、南非、中國、烏克蘭和美國也有種植。

## 歷史記載
麗絲玲是一種非常古老的葡萄品種，1348年阿爾薩斯的古地圖上有文字記錄zu dem Russelinge，但不確定此文字是否指葡萄品種。最早記載見於1392年的一份萊茵高艾伯巴赫地區西妥教團修道院的酒窖清單。
15世紀以來，有幾次書面提及該品種，但拼寫法略有不同。德國沃姆斯在1402年提及Rüssling，在萊茵河上游的一個小公國呂瑟爾斯海姆於1435年提及Rießlingen，此拼寫法在之後其他文件中多次重複出現。在1477年在阿爾薩斯，有記錄拼寫為非常類似現在拼法的Rissling。 至於現代拼寫的Riesling最早出現在1552年，在拉丁語草藥典籍中被提及。
另外，在奧地利的瓦豪地區，有一條小溪流和一個小葡萄園稱為Ritzling，當地主張此名稱為麗絲玲葡萄的來源。然而，還沒有書面證據可支持這一說法，因此未被廣泛認定。

## 品種來源
早年有人聲稱麗絲玲源自萊茵地區的野生葡萄藤，但沒有證據支持此說法。最近，經過DNA鑑視，麗絲玲雙親分別是產自克羅埃西亞的白葡萄Gouais Blanc和法國白葡萄Savagnin Blanc與野葡萄的雜交品種。Gouais blanc在中世紀的法國和德國廣為種植，但該品種現今已很少見。
據推測，麗絲玲葡萄很可能誕生於萊茵河上游地區的河谷，但是雙親分別來自亞德里亞海的兩側，所以雜交可能出現在這片區域的任何地方。另也有人認為，紅皮麗絲玲是常見白色麗絲玲的先驅，但兩者間的基因差異很小，也沒有足夠的因果證明。

## 种植与特性

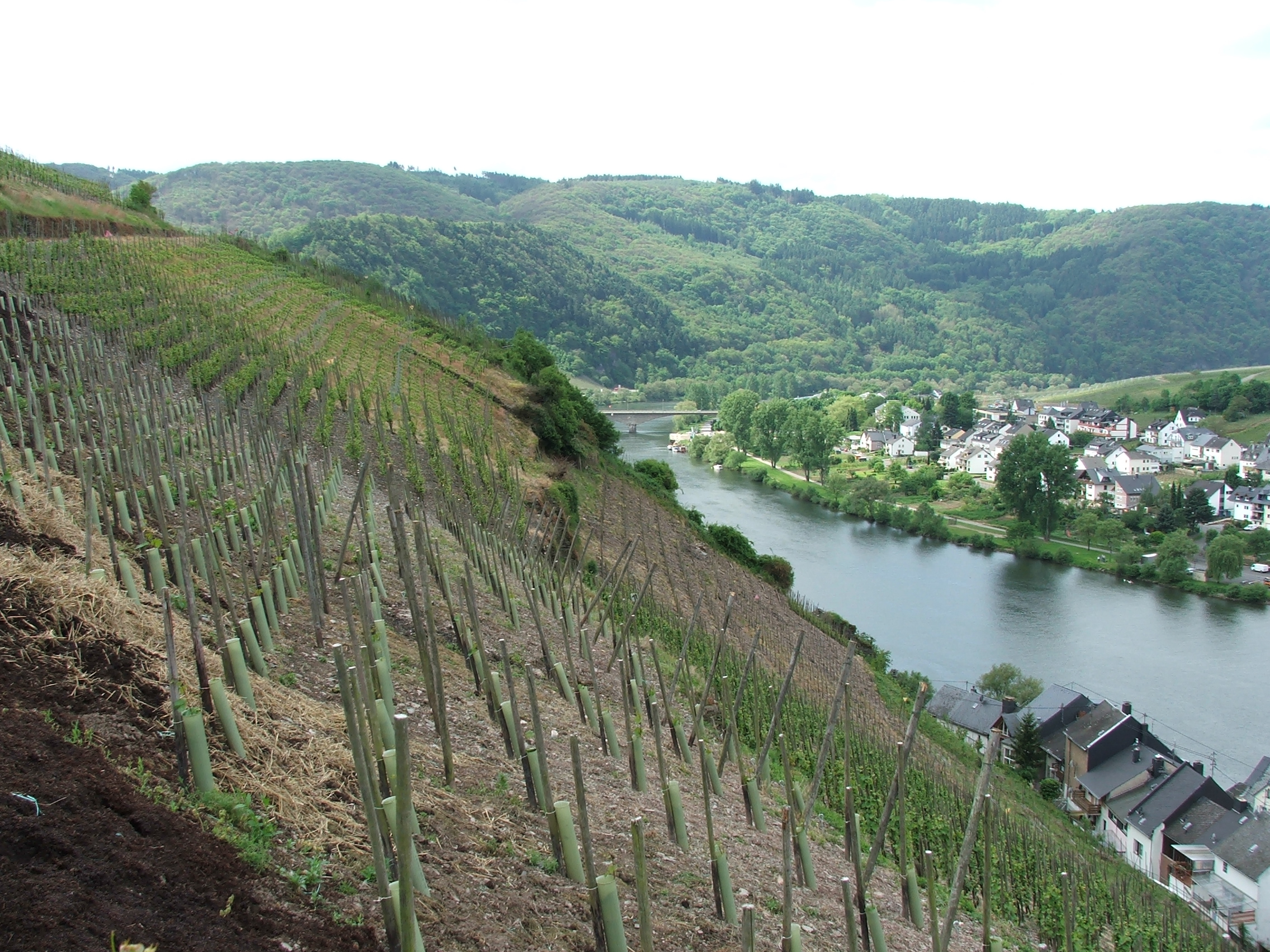
摩泽尔地区种植在朝南的陡峭山坡上的麗絲玲葡萄

在葡萄栽培的過程中，優質麗絲玲葡萄藤保持“長而低”（long and low）。這意味著優質麗絲玲葡萄的理想環境，必須允許長時間緩慢成熟和葡萄藤適當的修剪，以保持精緻的低產量和濃縮風味。麗絲玲葡萄比较偏爱阴凉的气候，在部分受到大陆性气候影响下的德国的种植区内，麗絲玲的成熟十分缓慢，一般从十月中旬到十一月底之间才开始摘收。正是由于漫长的成熟期，才造就了麗絲玲葡萄在香味方面的突出表现。
因为成熟得非常晚，所以麗絲玲葡萄对地点的要求很高。理想的环境是河谷两侧陡峭山坡上的能储存热量石质梯田，例如在莱茵河，摩泽尔河，萨尔河，乌沃河，纳厄河，法兰克地区的美茵河或者奥地利的瓦豪河谷。产自摩泽尔河、萨尔河与乌沃河两岸页岩地质上的麗絲玲葡萄酒，因为其特有的矿物质成分而倍受麗絲玲爱好者的青睐，成为世界上最畅销的麗絲玲葡萄酒。产自法国阿尔萨斯地区的偏干的麗絲玲葡萄酒通常来说味道更重更甜。因为麗絲玲的这种特性，如果气候持续变暖的话，恐怕再过十几年，那些今天还种满麗絲玲的顶级种植区都由其他品种取代。

## 採收與釀造
麗絲玲葡萄有嬌嫩的特質，因此收穫期間及釀酒過程中，需要特殊處理，以避免葡萄皮的壓傷或擦傷。如果沒有做好保護措施，破損的果皮可能會將單寧漏到果汁中，從破壞麗絲玲的各種風味和香氣，造成明顯的粗糙味道。
麗絲玲葡萄或其擠壓出的果汁會在釀造過程中，會經常冷藏在“最新鮮”的狀態，以保留葡萄採摘後完整細膩的味道，而且在通過壓榨加工後，也要保持到果汁的新鮮度。在發酵過程中，不銹鋼發酵罐保持低溫冷卻，將麗絲玲葡萄汁液的溫度控制在10至18 °C之間，與紅葡萄酒發酵時的24至29 °C做法不同。
與夏多內葡萄酒不同，大多數麗絲玲不經過蘋果酸乳酸發酵過程，以保留葡萄酒的酸味，使麗絲玲具有“解渴”（thirst quenching）的口感特質。另外，麗絲玲還要經過一個穩定程序，將葡萄酒儲存在冰點以上，直到大部分酒石酸結晶並從酒中沉澱出來，以防止日後瓶中出生酸結晶（又稱“葡萄酒鑽石”）。在此程序之後，釀酒人通常會再次過濾葡萄酒，以去除任何殘留的酵母或雜質。
以麗絲玲葡萄酿造的白葡萄酒品种多样，从干酒到甜酒，从优质酒、貴腐甜白酒到顶级冰酒，各种级别都能酿造。此外，成酒酒精含量较低。雷司令如桃子、柑桔等的香味特色和蜂蜜的甜香。

## 陳釀麗絲玲
麗絲玲葡萄酒通常在酒齡年輕時飲用，以享受高酸度下的果香濃郁葡萄酒，大多帶有青蘋果、葡萄柚、桃子、醋栗、蜂蜜、玫瑰花或青草的香氣。但麗絲玲具有高酸度和濃郁風味，也很適合長時間陳釀，因此國際葡萄酒專家對數百年歷史的陳年德國麗絲玲有很高的評價。  如德國 Trockenbeerenauslese的甜麗絲玲葡萄酒，高糖含量有利於長期保存，特別適合窖藏。高品質的干型或半干型麗絲玲不僅能夠陳釀長留，而且在超過 100 年的年份時，仍然有令人愉悅的高品質。  多數麗絲玲的陳釀期為干型5-15年，半甜型為10-20年，至於甜型為10-30年，甚至可以更長。德國不來梅市政廳所藏的麗絲玲，桶裝時間可追溯到1653年。

### 汽油味
某些麗絲玲葡萄酒在開瓶時會散發出引人注目的汽油味，有時也會被描述該氣味類似煤油、潤滑劑或橡膠的味道。這現象是陳年麗絲玲香氣的一部分，受到許多老練飲酒者的追捧，但對於在葡萄酒中尋求果味香氣的飲者而言，可能會有反感。
汽油味是由化合物1,1,6-三甲基-1,2-二氫萘（TDN）生出，該化合物是由類胡蘿蔔素前體通過酸的水解，在酒體陳釀過程中產生。酒體的初始濃度決定麗絲玲陳釀時產生TDN和汽油味的潛力。一般而言，成熟的葡萄長在炎熱乾旱地區，因為高日曬、缺水不灌溉，產量低而且收穫較晚，因此成為含有高酸的頂級葡萄，具有增加TDN潛力，經過陳年的釀造可產生汽油味。
不同於法國阿爾薩斯地區人們的喜好，德國人對酒齡年輕的麗絲玲果香有較多的偏愛，而且對於陳年麗絲玲的“汽油味”多有負面的評價。德國生產商認為那是產品的缺陷，寧可生產不適合長時間窖藏的葡萄酒，也不要產品中有汽油味，德國葡萄酒協會甚至在其製作的葡萄酒香氣表中完全不提及“汽油味”。

### 貴腐酒
1775年，德國Schloss Johannisberg因等待莊園主富爾達修道院（Abbey of Fulda）的許可，延遲三週才進行葡萄採收，以致“貴腐菌”完全感染晚摘的葡萄，但卻讓釀酒者意外發現麗絲玲葡萄“貴腐菌”具有奇妙效用，能使得“晚摘酒”（Spätlese）變得更加美味，口感層次更為豐富，化為神奇的貴腐酒。當今有些農人仿效此做法，在正常採摘時間之後，讓麗絲玲葡萄繼續掛在葡萄藤上，灰黴病菌（“貴腐菌”）促成水分蒸發，之後農人再行採收，釀製成晚收甜酒。由於濃縮後的葡萄酒含有更多的糖，也有更多的酸以平衡糖分，因此有更多的風味及複雜性。透過這些元素的結合，所釀造出的葡萄酒是所有白葡萄酒中可存放年限最長者，在價格上也更為高昂。

## 搭配食物
由於麗絲玲的糖度和酸度相當平衡，適合與多種食物搭配，不僅可與白肉魚或豬肉菜餚搭配，也是少數能完美搭配泰式菜和中式菜濃郁風味的葡萄酒。麗絲玲的典型香氣是花、熱帶水果和礦石，而且隨著時間的推移，陳年麗絲玲會增加有汽油的特殊風味。
一般麗絲玲不在新橡木桶中發酵或陳釀，但在德國和法國阿爾薩斯，大型且舊的橡木桶會用來儲存麗絲玲葡萄酒。不用新橡木桶的用意，是保持麗絲玲的口感重量輕盈，以適應更廣泛的食物搭配。麗絲玲的酸度/甜味絕佳的平衡，也可搭配含鹽量高的食物。在德國，捲心菜有時加入麗絲玲一起烹製，以減少蔬菜原有的氣味。
與其他白葡萄酒一樣，干醇的麗絲玲通常在涼爽的11 °C以下飲用，至於甜的麗絲玲通常在溫暖的氣候中飲用。

## 酒名的實質關聯
一些包含麗絲玲名稱的葡萄酒，實非麗絲玲。例如：
Welschriesling是一種不相關的品種，在奧地利、克羅埃西亞、捷克、匈牙利和羅馬尼亞很常見，也可能被標記為Riesling Italico、Welsch Rizling、Olasz Rizling 或 Laski Rizling。
Cape Riesling是法國葡萄Crouchen品種在南非的名稱。
Schwarzriesling（黑色麗絲玲）是Pinot Meunier的德語名稱，也在德國南部種植，但是用於香檳的黑釀酒葡萄。
Gray Riesling（灰色麗絲玲）實際上是Trousseau gris，是Bastardo波特酒葡萄的白色突變體。
White Riesling（白色麗絲玲）是真正的麗絲玲，也被稱為約翰尼斯伯格麗絲玲或萊茵麗絲玲，在義大利稱為麗絲玲雷納諾（Rhine Riesling）。

## 資料來源
- Pierre Galet: Dictionnaire encyclopédique des cépages. Hachette Livre, 1. Auflage 2000 ISBN 978-2-01-236331-1
- Dagmar Ehrlich: Das Rebsorten ABC, Reben und ihre Weine; Hallwag (Gräfe & Unzer), München, 2005, ISBN 978-3-7742-6960-6